# Coleoscirus leytensis
Coleoscirus leytensis är en spindeldjursart som beskrevs av Corpuz-Raros 1996. Coleoscirus leytensis ingår i släktet Coleoscirus och familjen Cunaxidae. Inga underarter finns listade i Catalogue of Life.